# (13115) Jeangodin
(13115) Jeangodin est un astéroïde de la ceinture principale.

## Description
(13115) Jeangodin est un astéroïde de la ceinture principale. Il fut découvert le 17 septembre 1993 à La Silla par Eric Walter Elst. Il présente une orbite caractérisée par un demi-grand axe de 2,64 UA, une excentricité de 0,09 et une inclinaison de 0,4° par rapport à l'écliptique.

## Compléments